# Acrocercops anthracuris
Acrocercops anthracuris là một loài bướm đêm thuộc họ Gracillariidae. Nó được tìm thấy ở Maharashtra, Ấn Độ. Ấu trùng ăn Pongamia pinnata.